# كلية هانتر
كلية هانتر  (الإنجليزية:Hunter College)هي إحدى الكليات المكونة لجامعة مدينة نيويورك ، وهي جامعة عامة  في مدينة نيويورك. تقدم الكلية دراسات في أكثر من مائة مجال جامعي ودراسات عليا عبر خمس كليات. كما أنها تدير مدرسة هانتر الثانوية ومدرسة هنتر كوليدج الابتدائية.
تأسست هنتر عام 1870 باعتبارها كلية نسائية ؛ قبلت لأول مرة طلابًا جددًا في عام 1946. يقع الحرم الجامعي الرئيسي في بارك أفينيو منذ عام 1873. في عام 1943، كرست إليانور روزفلت منزل فرانكلين ديلانو روزفلت ومنزلها السابق للكلية. أعيد افتتاح المبنى في عام 2010 باسم معهد روزفلت هاوس للسياسات العامة في كلية هانتر. الكلية لديها معدل تخرج 57٪ خلال ست سنوات.

## التاريخ

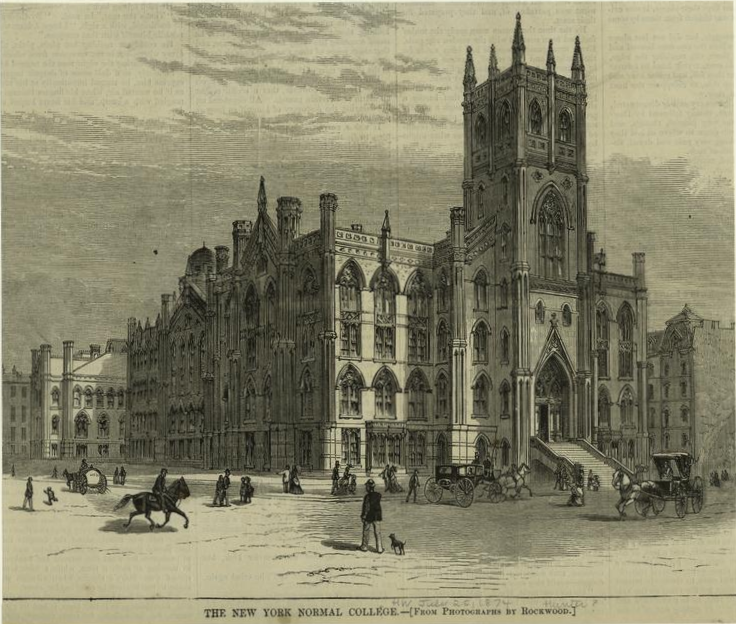
كلية نيويورك نورمال شوهدت من بارك أفينيو (1874) ؛ رسم من صورة جورج جي روكوود

### التأسيس
تعود أصول كلية هانتر إلى حركة القرن التاسع عشر للتدريب المدرسي العادي التي اجتاحت الولايات المتحدة. تنحدر هنتر من مدرسة الإناث العادية والثانوية (التي أعيدت تسميتها لاحقًا بالكلية العادية لمدينة نيويورك) ، التي تأسست في مدينة نيويورك عام 1870. أسسها المهاجر الأيرلندي توماس هانتر ، الذي كان رئيسًا للمدرسة خلال السنوات الـ 37 الأولى ، كانت في الأصل كلية نسائية لتدريب المعلمين. كانت المدرسة ، التي كانت موجودة في مستودع أسلحة ومتجر سرج في برودواي وإيست فورث ستريت في مانهاتن ، مفتوحة لجميع النساء المؤهلات ، بغض النظر عن العرق أو الدين أو الخلفية العرقية. في ذلك الوقت ، كان لدى معظم كليات البنات معايير قبول عرقية أو عرقية - دينية.
أنشأتها الهيئة التشريعية لولاية نيويورك ، واعتبرت هانتر المؤسسة المعتمدة الوحيدة لأولئك الذين يسعون للتدريس في مدينة نيويورك. ضمت المدرسة مدرسة ابتدائية وثانوية للأطفال الموهوبين ، حيث مارس الطلاب التدريس. في عام 1887 تم إنشاء روضة أطفال أيضًا. اليوم، والمدرسة الابتدائية و المدرسة الثانوية لا تزال موجودة في موقع مختلف، وتسمى الآن كلية هانتر المدارس الحرم الجامعي.

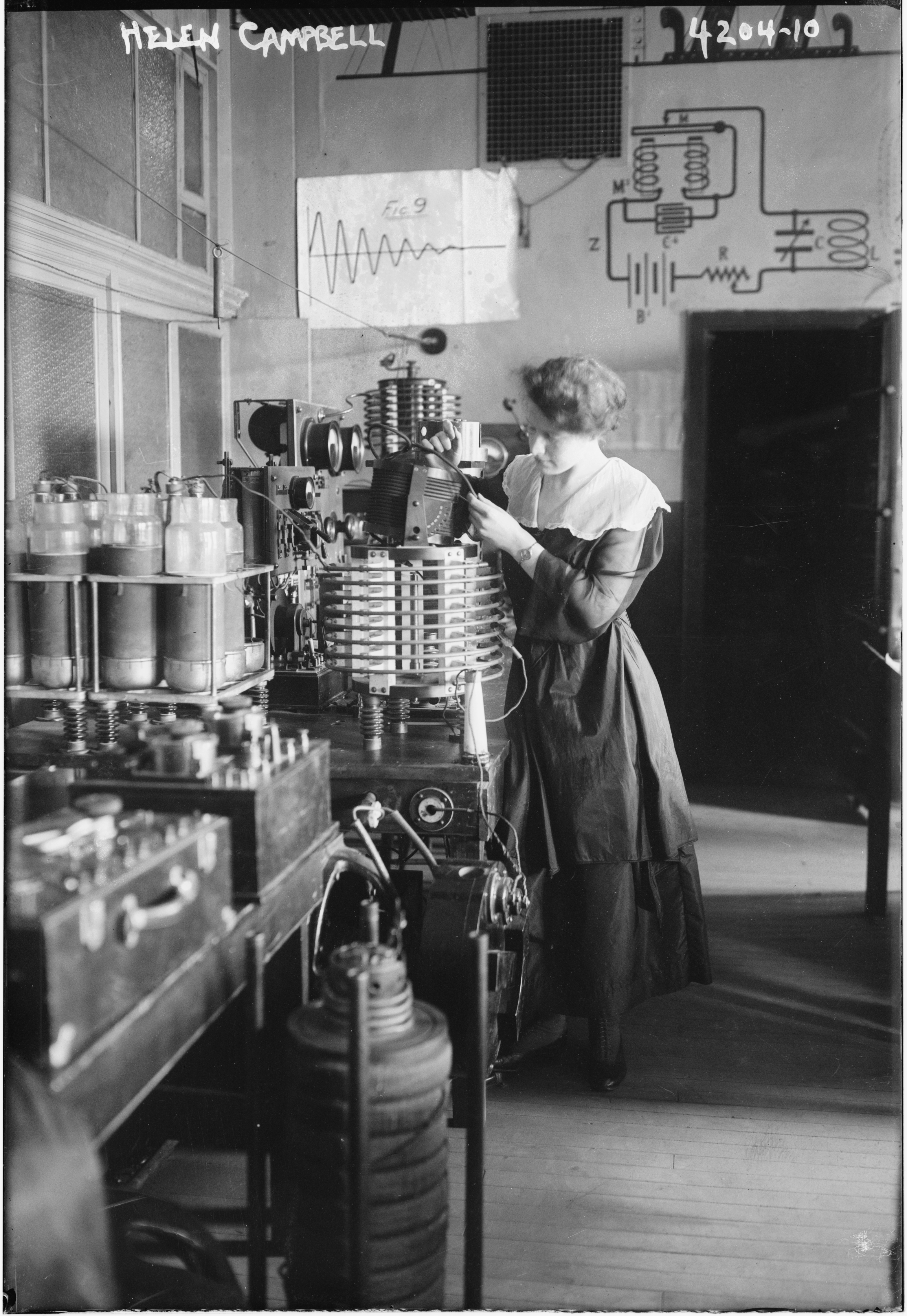
تدرس الطالبة هيلين كامبل علوم الراديو في برنامج بدأ في كلية هانتر في عام 1917 من قبل الرابطة الوطنية لخدمة المرأة لتدريب مشغلات الراديو خلال الحرب العالمية الأولى.

خلال فترة توماس هانتر كرئيس للمدرسة ، اشتهر هانتر بحياده فيما يتعلق بالعرق أو الدين أو العرق أو المحسوبية المالية أو السياسية ؛ سعيها إلى التعليم العالي للمرأة ؛ متطلبات دخول عالية ؛ وأكاديميوها الصارمون. تم انتخاب أول أستاذة في المدرسة ، هيلين غراي كون ، لهذا المنصب في عام 1899. توسع عدد طلاب الكلية بسرعة ، وانتقلت الكلية لاحقًا إلى الجزء العلوي من المدينة ، في عام 1873 ، إلى مبنى قوطي جديد من الطوب الأحمر يواجه بارك أفينيو بين شارعي 68 و69. كانت واحدة من العديد من المؤسسات العامة التي تم بناؤها في ذلك الوقت في منطقة لينوكس هيل التي خصصتها المدينة للحديقة قبل إنشاء سنترال بارك .
في عام 1888 تم دمج المدرسة ككلية بموجب النظام الأساسي لولاية نيويورك ، مع القدرة على منح درجة AB. أدى ذلك إلى فصل المدرسة إلى «معسكرين»: الذين اتبعوا أربعة - دورة دراسية في العام ليصبحوا معلمين مرخصين ، و«الأكاديميين» الذين سعوا للحصول على مهن غير التدريس ودرجة البكالوريوس في الآداب. بعد عام 1902 عندما تم إلغاء المقرر الدراسي «العادي» ، أصبح المقرر «الأكاديمي» معيارًا في الجسم الطلابي.

### التوسع
في عام 1913 ، تم استبدال الطرف الشرقي من المبنى ، الذي يضم المدرسة الابتدائية ، بتوماس هانتر هول ، وهو مبنى جديد من الحجر الجيري في تيودور يواجه شارع ليكسينغتون وصممه س. بي. جاي سنايدر . في العام التالي أصبحت الكلية العادية كلية هانتر تكريما لأول رئيس لها. في الوقت نفسه ، كانت الكلية تشهد فترة توسع كبير حيث تطلبت زيادة التحاق الطلاب مساحة أكبر. تفاعلت الكلية من خلال إنشاء فروع في أحياء بروكلين وكوينز وستاتين آيلاند. بحلول عام 1920 ، كان لدى كلية هانتر أكبر عدد من التحاق النساء من أي كلية ممولة من البلديات في الولايات المتحدة. في عام 1930، اندمج حرم جامعة هانتر في بروكلين مع حرم بروكلين في سيتي كوليدج، وتم فصل الاثنين ليشكلوا كلية بروكلين.
في عام 1936 دمر حريق 1873 المبنى القوطي المواجه لبارك أفينيو ، وبحلول عام 1940 استبدلت إدارة الأشغال العامة المبنى الشمالي الحديث، الذي صممه شرييف ولامب وهارمون جنبًا إلى جنب مع هاريسون وأبراموفيتز .
شهدت أواخر الثلاثينيات من القرن الماضي بناء كلية هانتر في برونكس (التي عُرفت لاحقًا باسم حرم برونكس الجامعي). خلال الحرب العالمية الثانية، أجرت هانتر مباني الحرم الجامعي في برونكس للبحرية الأمريكية التي استخدمت المرافق لتدريب 95000 امرأة متطوعة للخدمة العسكرية مثل امواج و سبارس. عندما أخلت البحرية الحرم الجامعي ، احتلت الأمم المتحدة الناشئة الموقع لفترة وجيزة ، والتي عقدت أولى دورات مجلس الأمن في حرم برونكس الجامعي في عام 1946 ، مما أعطى المدرسة مكانة دولية.
في عام 1943 ، خصصت إليانور روزفلت منزلًا مستقلًا فيشرق شارع 65 في مانهاتن للكلية. كان المنزل منزلاً لرئيس المستقبل والسيدة الأولى. يُعرف اليوم باسم بيت روزفلت للسياسة العامة وافتتح في خريف 2010 كمركز أكاديمي يستضيف متحدثين بارزين.

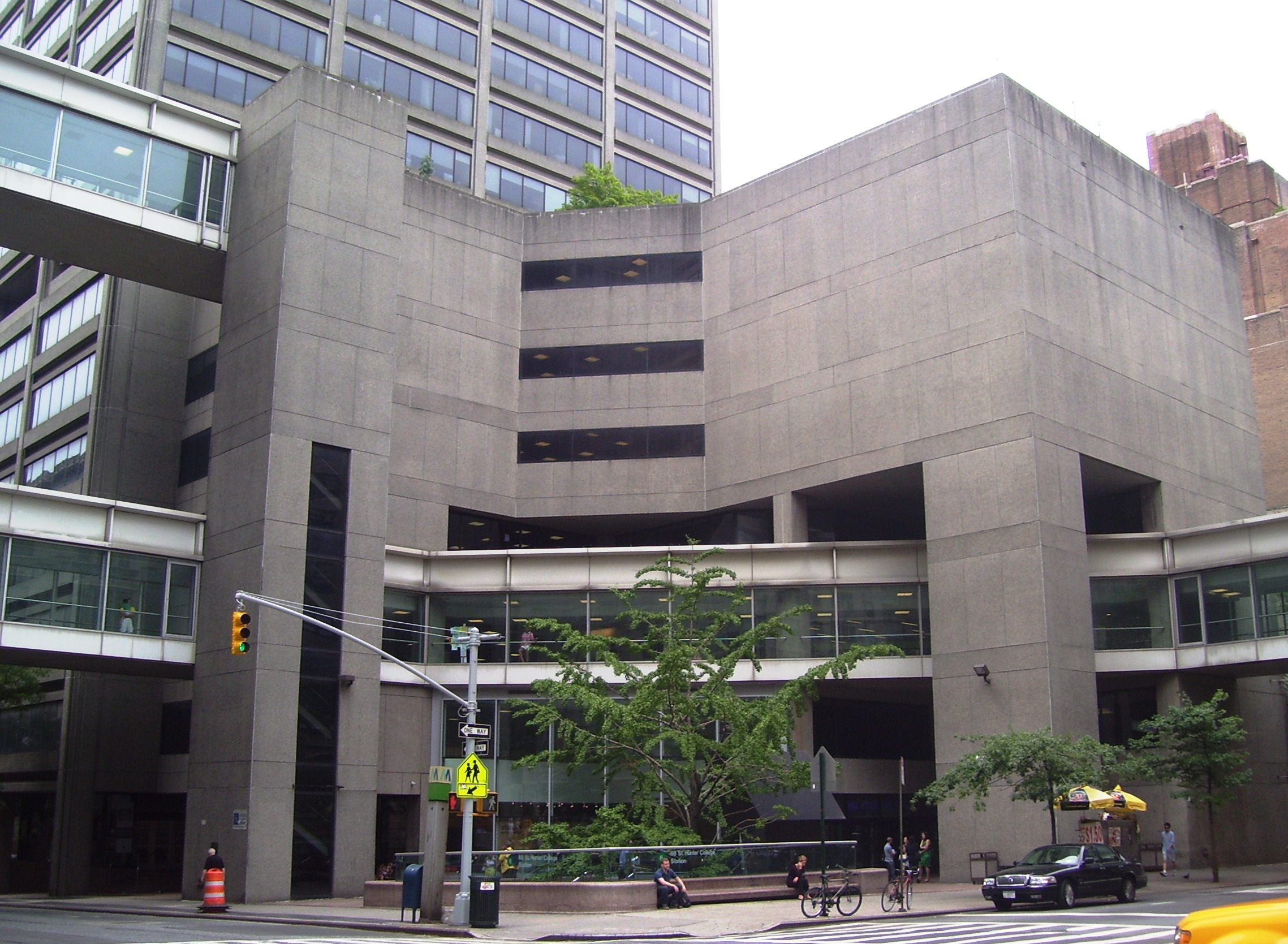
تم تشييد المباني الغربية (التي تظهر هنا في الخلفية) والمباني الشرقية في الفترة 1981-1986 - والتي تم تأجيلها بسبب الأزمة المالية لمدينة نيويورك عام 1975 - وتم تصميمها بأسلوب الحداثة من قبل اولريش فرانزن ؛ الممرات السماوية تربط جميع المباني

### عصر مدينة نيويورك

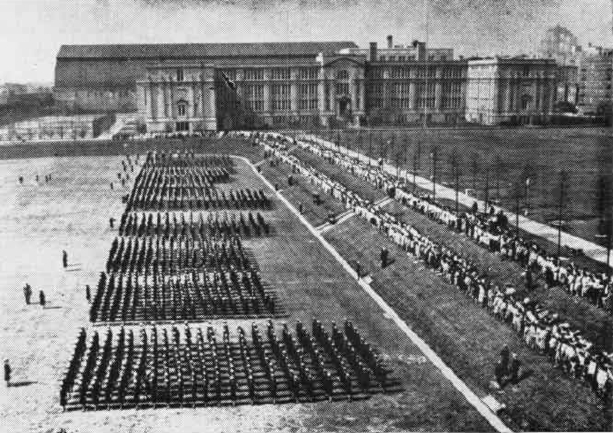
افتتاح معسكر تجنيد البحرية لـ وافيز في حرم برونكس ، 8 فبراير 1943

أصبحت هنتر كلية النساء في النظام البلدي ، وفي الخمسينيات من القرن الماضي ، عندما أصبحت كلية المدينة مختلطة، بدأت هينتر في قبول الرجال في حرمها في برومكس. في عام 1964، بدأ الحرم الجامعي في مانهاتن بقبول الرجال أيضًا. أصبح حرم برونكس بعد ذلك كلية ليمان في عام 1968.
في 1968-1969، كافح الطلاب السود والبورتوريكيون للحصول على قسم يعلمهم عن تاريخهم وخبراتهم. أعرب هؤلاء الطلاب وأعضاء هيئة التدريس الداعمون عن هذا الطلب من خلال عمليات الاستحواذ والتجمعات وما إلى ذلك. في ربيع عام 1969، أنشأت كلية هانتر دراسات سوداء وبورتوريكية (تسمى الآن دراسات أفريكانا / بورتوريكو ولاتينية). فتحت سياسة «القبول المفتوح» التي بدأتها جامعة مدينة نيويورك في عام 1970 أبواب المدرسة أمام المجموعات الممثلة تمثيلاً ناقصًا تاريخيًا من خلال ضمان التعليم الجامعي لأي وكل من تخرج من المدارس الثانوية بمدينة نيويورك. أظهر العديد من الأمريكيين الأفارقة والأمريكيين الآسيويين واللاتينيين والبورتوريكيين والطلاب من العالم النامي وجودهم في هنتر ، وحتى بعد نهاية «القبول المفتوح» لا يزالون يشكلون جزءًا كبيرًا من الجسم الطلابي بالمدرسة. نتيجة لهذه الزيادة في الالتحاق ، افتتحت هينتر مبانٍ جديدة في شارع ليكسينغتون خلال أوائل الثمانينيات. لمزيد من التقدم في الدراسات البورتوريكية ، أصبح هنتر موطنًا لـ مركز الدراسات البورتوريكية («مركز الدراسات البورتوريكية» أو ببساطة «سنتر») في عام 1982.
اليوم ، تعد كلية هنتر مؤسسة تعليمية وبحثية شاملة. من بين أكثر من 20000 طالب مسجلين في هنتر ، هناك ما يقرب من 5000 مسجلين في برنامج الدراسات العليا ، وأشهرهم التعليم والعمل الاجتماعي. على الرغم من أن أقل من 28 ٪ من الطلاب هم أول من يلتحق بالكلية في عائلاتهم ، إلا أن الكلية تحافظ على تقليدها في الاهتمام بتعليم المرأة ، مع ما يقرب من ثلاث من كل أربعة طلاب من الإناث. في عام 2006 ، أصبحت هانتر موطنًا لمعهد بيلا أبزوغ للقيادة ، والذي سيدير برامج تدريبية للشابات لبناء مهاراتهن القيادية والخطابة والأعمال التجارية ومهارات المناصرة.
في السنوات الأخيرة ، قامت الكلية بدمج برامج البكالوريوس والدراسات العليا لتقديم برامج متقدمة بنجاح في مجالات مثل( علم النفس وعلم الأحياء )«برنامج الدكتوراه»(التعليم) «برنامج الماجستير» (الرياضيات)  «برنامج الماجستير» «برنامج الدكتوراه» (علم الأحياء والكيمياء)-«الكيمياء الحيوية» ، (المحاسبة)- «برنامج الماجستير» جنبًا إلى جنب مع (الاقتصاد) شديد التنافسية -«برنامج الماجستير» الذي لا يجوز إلا لعدد قليل من الطلاب المختارين الالتحاق به بناءً على منحة دراسية ممتازة والأداء ، وسيحصل أقل من النصف على درجة الماجستير من خلال الحفاظ على سجل أكاديمي مثالي تقريبًا وإجراء بحث عن أطروحة.
على الرغم من أنها بعيدة عن المناطق القطبية، إلا أن هنتر هي مؤسسة عضو في جامعة القطب الشمالي، وهي شبكة من المدارس التي توفر التعليم في متناول الطلاب الشماليين.

## الحرم الجامعي

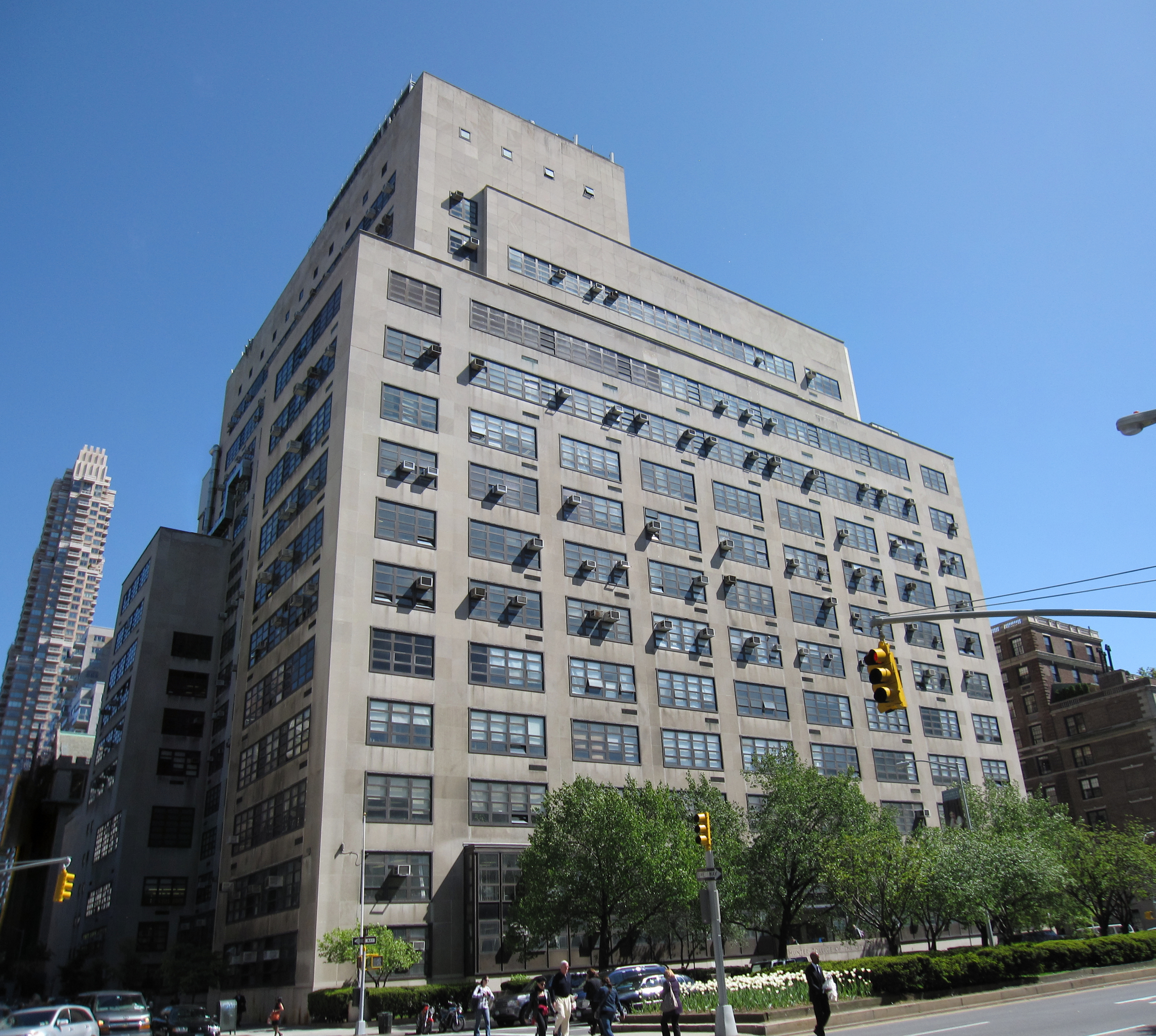
المبنى الشمالي في بارك أفينيو (2010)

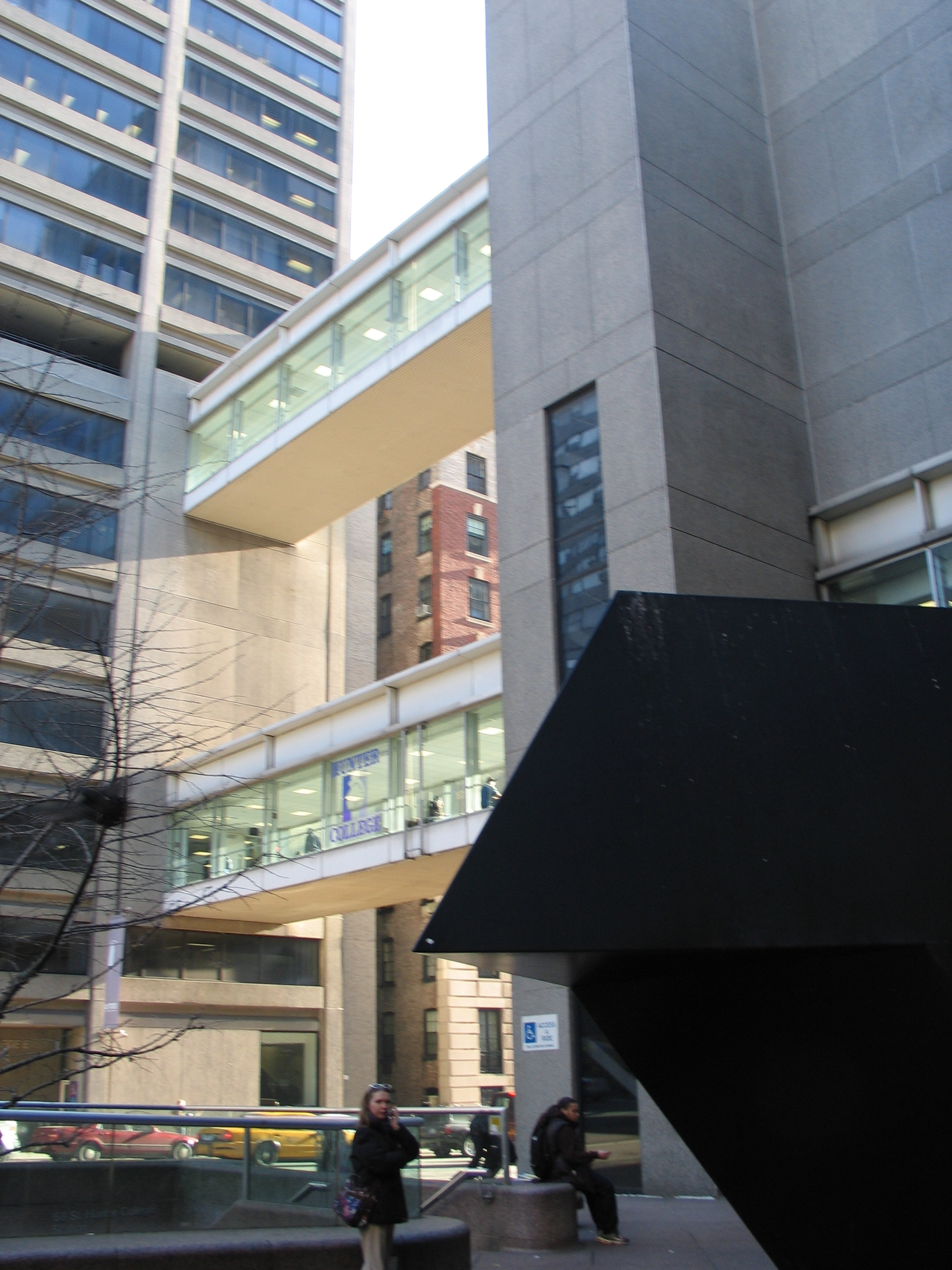
منظر للجسور بين المباني الشرقية والغربية ، ومدخل مترو الأنفاق ، وتوني سميث تاو

### الحرم الرئيسي
ترتكز كلية هانتر على حرمها الرئيسي في شرق شارع 68 وشارع ليكسينغتون، وهو مجمع حديث من ثلاثة أبراج - المباني الشرقية والغربية والشمالية - وقاعة توماس هنتر، وكلها متصلة ببعضها البعض بواسطة الممرات السماوية. عنوان الشارع الرسمي للكلية هو بارك افينيوا695،  نيويورك.(كان الرمز الذي كان يحمل الرمز البريدي 10021 سابقًا، تم تغييره في 1 يوليو 2007 وفقًا لخطة خدمة بريد الولايات المتحدة لتقسيم الرمز البريدي 10021.)  يعتمد العنوان على المبنى الشمالي ، الذي يمتد من شارع 68 إلى 69 على طول بارك أفينيو.
يقع الحرم الجامعي الرئيسي على مبنيين شرقي سنترال بارك ، بالإضافة إلى العديد من المؤسسات الثقافية المرموقة في نيويورك ، بما في ذلك متحف متروبوليتان للفنون ، ومتحف جمعية آسيا ، ومجموعة فريك . مترو أنفاق مدينة نيويورك في شارع 68 محطة كلية هانتر ( 6 و > القطارات ) على ليكسينغتون افينيو لاين أسفله مباشرة ويخدم الحرم الجامعي بأكمله. بجوار درج المحطة، أمام المبنى الغربي، جلس تمثال هانتر الأيقوني، «تاو» ، الذي أنشأه أستاذ هانتر الراحل والفنان المحترم توني سميث. تمت إزالة التمثال اعتبارًا من أكتوبر 2018 بسبب أغراض الترميم.
الحرم الجامعي الرئيسي هو موطن لكلية الآداب والعلوم وكلية التربية. إنه يتميز بالعديد من المرافق التي لا تخدم هنتر فحسب ، بل المجتمع المحيط بها ، وهي معروفة بشكل خاص كمركز للفنون. قاعة التجميع ، التي تتسع لأكثر من 2000 شخص ، هي موقع أداء رئيسي ؛ مسرح سيلفيا وداني كاي ، مسرح بروسسينيوم يتسع لـ 675 مقعدًا ، لديه أكثر من 100000 زائر سنويًا ويستضيف أكثر من 200 عرض في كل موسم ؛ قاعة إيدا كيه لانج ريسيتال هي مساحة للحفلات الموسيقية مجهزة بالكامل مع 148 مقعدًا ؛ مسرح فريدريك لوي ، 50 × 54 قدم (16 م) مساحة أداء الصندوق الأسود هي موقع معظم عروض الأقسام ؛ ويستضيف معرض بيرثا وكارل ليوبسدورف للفنون معارض فنية منظمة بشكل احترافي.
يمكن للطلاب الوصول إلى مرافق التعلم المتخصصة في الحرم الجامعي الرئيسي ، بما في ذلك مركز دولسياني لتعليم الرياضيات ، ومركز ليونا ومارسي شانين للغات ، ومركز تعلم العلوم الفيزيائية. تعتبر هينتر مؤسسة بحثية محترمة ، ولديها العديد من المعامل البحثية في العلوم الطبيعية والطبية الحيوية. تستوعب هذه المعامل طلاب الدراسات العليا وطلاب الدكتوراه من كلية الدراسات العليا بجامعة مدينة نيويورك والباحثين الجامعيين.
يتم تقديم البرامج الرياضية والترفيهية للكلية من قبل هنتر سبورتسبلكس الواقعة أسفل المبنى الغربي.

### حرم الأقمار الصناعية
تمتلك هينتر حرمين جامعيين تابعين: مدرسة سيلبرمان لمبنى العمل الاجتماعي ، وتقع في الجادة الثالثة بين شارعي شرق 118th وشرق 119th، والتي تضم مدرسة الخدمة الاجتماعية ، ومدرسة الصحة العامة الحضرية ، ومركز
بروكديل للشيخوخة ؛ وحرم بروكديل الجامعي الواقع في شارع شرق 25th و الجادة الأولى والذي يضم مدرسة هنتر بلفيو للتمريض ومدارس المهن الصحية ومكتبة المهن الصحية والعديد من مراكز البحوث ومختبرات الكمبيوتر.

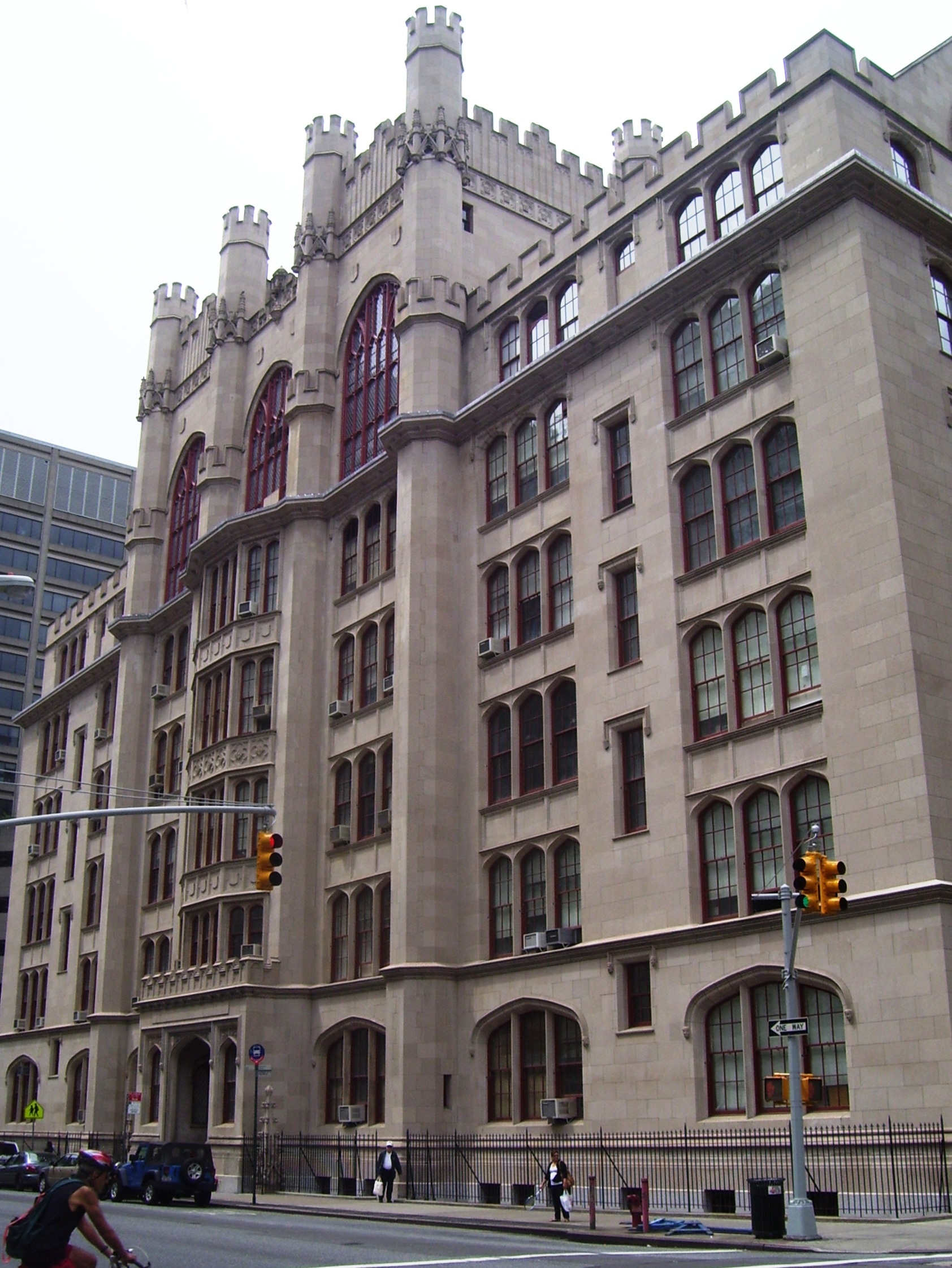
تم بناء في الأصل في 1911-13 كمدرسة ثانوية متصلة بالكلية العادية (لاحقًا مدرسة كلية هانترالثانوية) ، وقد صممها س. بي. جاي سنايدر.

حرم بروكديل الجامعي هو موقع سكن هانتر ، الذي يضم أكثر من 600 طالب جامعي وطلاب دراسات عليا ، بالإضافة إلى عدد محدود من الممرضات العاملات في مستشفى بلفيو. قبل افتتاح «الأبراج» الجديدة في كلية المدينة ، كان مجمع بروكديل هو المبنى السكني الوحيد في كلية المدينة.

### المرافق الأخرى
تمتلك كلية هنتر وتدير ممتلكات خارج حرمها الجامعي الرئيسي، بما في ذلك مبنى ام اف اه في 205 هيودسون  ، ومبنى روزفلت، ومبنى مسرح بيكر، ومدرسة سيلبرمان للعمل الاجتماعي ، ومدارس الحرم الجامعي كلية هنتر.كانت 12,000 قدم مربع (1,100 م2)   مساحة صناعية يحولها الطلاب إلى استوديوهات لبرنامج بي اف اه وام اف اه بالكلية. يضم المبنى الحالي في تريبيكا الآن برنامجاستيديو ارت  وفنون الوسائط المتكاملة  وبرنامج ماجستير تاريخ الفن. يقع منزل روزفلت في شرق شارع 65 ، وهو المنزل التاريخي لعائلة فرانكلين وإليانور روزفلت. يقع معهد روزفلت هاوس للسياسات العامة التابع لهنتر الآن هناك، حيث يحترم التزامات السياسة العامة لفرانكلين وإليانور روزفلت. يقع مبنى مسرح بيكر في 149 شرق شارع 67 ، نيويورك ، نيويورك 10065 هو موطن قسم هينترز للمسرح بفضل الكرم الاستثنائي الذي أبدته وصية هنتر، باتي بيكر 82وزوجها، جاي. تقع مدرسة سلبرمان  للخدمة الاجتماعية بين الشارع 118 و 119 في 3rd Ave. مدارس الحرم الجامعي هانتر - مدرسة هانتر كوليدج الثانوية ومدرسة هانتر كوليدج الابتدائية - هي مدارس ممولة من القطاع العام للموهوبين فكريا. تقع مدارس الحرم الجامعي في شارع إيست 94، وهي من بين أقدم وأكبر المدارس الابتدائية والثانوية من نوعها في البلاد.

### مكتبات
توجد مجموعات مكتبة هنتر في مكتبة ليون وتوبي كوبرمان (المكتبة الرئيسية) ، ومكتبة زبار آرت في شرق شارع 68 في المبنى الشمالي ، ومكتبة المهن الصحية في حرم بروكديل الجامعي ، ومكتبة العمل الاجتماعي في مدرسة سليبرمان في مبنى الخدمة الاجتماعية. توجد مكتبة صغيرة في مبنى روزفلت هاوس. تحتوي هذه المكتبات معًا على أكثر من 760.000 مجلد ، وأكثر من 2100 اشتراك دوري طباعة حالي وحوالي 10000 شكل إلكتروني، و1168000 شكل ميكرو، و13000 مقطع فيديو وأقراص مضغوطة موسيقية، و250.000 شريحة فنية، وأكثر من 40.000 صورة رقمية. يمكن الوصول إلى كتالوج عبر الإنترنت للمقتنيات على مستوى الجامعة وقواعد البيانات البعيدة عبر الإنترنت في جميع مكتبات Hunter.
بتوجيه من فريق العمل الرئاسي المعني بالمكتبة ، الذي تم إنشاؤه في خريف عام 2006 ، خضعت مكتبة ليون وتوبي كوبرمان للعديد من التحسينات في مجالات المرافق والمقتنيات والخدمات. تتميز المكتبة الآن بقدرات لاسلكية ، وصالة للطلاب معاد تصميمها ومكتب للتداول ، وإضاءة محسّنة ، وموارد إلكترونية موسعة. بالإضافة إلى ذلك ، قامت الكلية بتمديد ساعات عمل المكتبة ، وظفت المزيد من موظفي المكتبة ، وأنشأت برنامجًا لقرض الكمبيوتر المحمول للطلاب. تم التخطيط لمزيد من التحسينات في المستقبل ، كجزء من مبادرة لتحديث المكتبة بالكامل.

## أكاديميون
تم تنظيم هانتر في أربع مدارس: كلية الآداب والعلوم ، وكلية التربية ، وكلية المهن الصحية ، وكلية الخدمة الاجتماعية. تعتبر الكلية انتقائية للغاية ، حيث بلغ معدل القبول 36٪ في خريف 2018. تقدم هنتر 70 برنامجًا تؤدي إلى درجة البكالوريوس أو البكالوريوس ؛ 10 برامج درجة مشتركة بين البكالوريوس والماجستير ؛ و 75 برنامج دراسات عليا. يمكنهم الدراسة في مجالات الفنون الجميلة والعلوم الإنسانية وفنون اللغة والعلوم والعلوم الاجتماعية والفنون والعلوم التطبيقية ، وكذلك في المجالات المهنية في المحاسبة والتعليم والعلوم الصحية والتمريض. بغض النظر عن مجال التركيز ، يتم تشجيع جميع طلاب هانتر على التعرف على الفنون الليبرالية على نطاق واسع ؛ كانت هنتر واحدة من أولى الكليات في البلاد التي اجتازت متطلبات المناهج الدراسية المكونة من 12 ساعة معتمدة من أجل دورات التعددية والتنوع.
لدى هانتر 673  و886 عضو هيئة تدريس بدوام جزئي،  و20،844 طالبًا - 15718 طالبًا جامعيًا و5،126 خريجًا. أكثر من 50 ٪ من طلاب هنتر ينتمون إلى مجموعات الأقليات العرقية. يمثل فصل 2011 60 دولة ويتحدث 59 لغة مختلفة. واحد وسبعون بالمائة من هؤلاء الطلاب ولدوا خارج الولايات المتحدة أو لديهم على الأقل أحد الوالدين المولود في الخارج. درجات السات وجي بي ايه في المدرسة الثانوية لفئة خريف 2012 من الطلاب الجدد حصلت على درجة السات من 25 إلى 75 في النطاق المئوي من 1090 إلى 1280 ومعدل تراكمي من 25 إلى 75 في المدرسة الثانوية يتراوح من 85٪ إلى 92٪.

## التصنيفات (مُحدَّثة للعام الدراسي 2021 - 2022)
تصنيفات كلية هنتر كالتالي:

### التصنيف الوطني
ARWU: 187 - 200 
فوربس: 129 
ال / وول ستريت جورنال: 256 
QS: 151 - 160 

### إقليمي
US News and World: 18 
واشنطن الشهرية: 37 

## برامج الشرف
تقدم هانتر العديد من برامج الشرف ، بما في ذلك كلية ماكولاي هونورز و برنامج توماس هانتر الشرفية. تدعم كلية كلية ماكولاي هونورز، وهي برنامج مع مرتبة الشرف على مستوى جامعة مدينة نيويورك ، التعليم الجامعي للطلاب الموهوبين أكاديميًا. يستفيد علماء الجامعة من منحة دراسية كاملة (تصل إلى قيمة الرسوم الدراسية داخل الولاية فقط اعتبارًا من خريف 2013 ، مما يقيدها فعليًا بسكان ولاية نيويورك) ، والمشورة الشخصية ، والتسجيل المبكر ، والوصول إلى التدريب ، وفرص الدراسة بالخارج. يُمنح جميع العلماء في هانتر الاختيار بين غرفة نوم مجانية في الحرم الجامعي
حرم بروكديل الجامعي لمدة عامين أو راتب سنوي.
يقدم برنامج توماس هنتر يكرم  ندوات موضوعية متعددة التخصصات وتركيزات أكاديمية مصممة لتلبية الاهتمامات الفردية للطلاب. البرنامج مفتوح للطلاب المتفوقين الحاصلين على درجة البكالوريوس ويتم تنظيمه تحت إشراف مجلس الشرف. يمكن دمجه مع ، أو استبدال ، رئيسي / فرعي في الأقسام الرسمية.
تقدم هانتر برامج مرتبة الشرف الأخرى ، بما في ذلك برامج التدريب البحثي مع مرتبة الشرف وفرص الإدارات الشرفية ، وبرنامج موسى الباحث ، وبرنامج جيني هنتر ، وبرنامج أثينا ، وبرنامج يلوو.
بالإضافة إلى برامج التكريم هذه ، يقع مقر العديد من جمعيات الشرف في هانتر، بما في ذلك فاي بيتا كابا . تمت دعوة نسبة صغيرة من طلاب هانتر  للانضمام إلى فرع نو هنتر، والذي كان موجودًا في الكلية منذ عام 1920. أقل من 10٪ من كليات الفنون الحرة في البلاد مؤهلة أكاديميًا لفصل.

## الحياة الطلابية

### حوكمة الطلاب
تخضع هيئة طلاب كلية هنتر من قبل حكومة الطلاب الجامعيين ورابطة طلاب الدراسات العليا (GSA) ، وكلاهما يقدم مجموعة واسعة من الأنشطة والخدمات.

### النوادي
تقدم Hunter ما يقرب من 150 ناديًا تعكس الاهتمامات المتنوعة للهيئة الطلابية. وتتراوح هذه المنظمات من الأكاديمية إلى الرياضية ، ومن الدينية / الروحية إلى الفنون المرئية وفنون الأداء. حتى أن هناك نوادي على أساس اهتمامات محددة ، مثل «النادي الروسي» ، الذي يقدم نظرة على الحياة والثقافة الروسية و «الزمالة المسيحية بين الجامعة» وهي منظمة تتمثل رؤيتها في «تحويل الطلاب وأعضاء هيئة التدريس ، وتجديد الحرم الجامعي ، وتطوير العالم المغيرون».

### الاخويات والجمعيات النسائية

#### وطني - اجتماعي
- Apha Epsilon Pi (ΑΕΠ) - الأخوة الاجتماعية الدولية
- كابا سيجما (ΚΣ) - الأخوة الاجتماعية الدولية
- دلتا سيجما ثيتا (ΔΣΘ) - نادي نسائي اجتماعي دولي
- فاي سيجما سيجما (ΦΣΣ) - نادي نسائي اجتماعي دولي

##### الخدمات المحلية
- ثيتا فاي جاما (ΘΦΓ) - نادي نسائي ثقافي وخيري محلي
- Epsilon Sigma Phi () - نادي نسائي متعدد الثقافات محلي
- زيتا فاي ألفا (ΖΦΑ) - نادي نسائي للخدمة المحلية

## وسائل الإعلام الطلابية
يوجد في هنتر كوليدج محطة إذاعية في الحرم الجامعي  والتي كانت تبث في وقت من الأوقات في الساعة 590 صباحًا ولكنها الآن متوفرة عبر الإنترنت فقط. «المبعوث» هي صحيفة الحرم الجامعي الرئيسية ، تصدر مرتين أسبوعيا خلال العام الدراسي. تقدم مجلتها الأدبية والفنية
اوليف  فرصًا لنشر النثر والشعر والدراما والفن للطلاب.  تشمل المنشورات الأخرى «مجلة الثقافة» (الموضة وأسلوب الحياة)،  «مطاردة هيرو كاريكاتير» (القصص المصورة والقصص المصورة) ،  «مجموعة المصور» (التصوير الفوتوغرافي) ) ،  «مطبعة طلاب التمريض» (أخبار ومقالات طبية)، جامعة سبون (مطبوعة على الإنترنت عن فنون الطهي) ، أخبار نفسية (علم النفس) ،  «ويستاريون» (الكتاب السنوي) ، «سابور»(اللغة الإسبانية والتصوير الفوتوغرافي / لم يعد لها وجود الآن)، مجلة الاكاديمية (اللغة الإسبانية / لم يعد لها وجود الآن) ، الأزمنة الإسلامية (لم تعد موجودة الآن)، النموذج السياسي (العلوم السياسية / لم يعد موجودًا الآن) ،هاكول (مصلحة يهودية / منتهي الآن)، و سبوف (الدعابة / الآن منتهية الصلاحية).

## ألعاب القوى
هنتر هو عضو في الرابطة الوطنية لألعاب القوى  ويتنافس على مستوى القسم الثالث.
تلعب فرق كرة السلة والكرة الطائرة والمصارعة في هنتر سبورتسبلكس .

## خريجون
- الملكة علياء طوقان
- رباب عبد الهادي
- دونا شلالا
- سهير حماد
- رجائي بصيلة
- محمد بزي
- أورا نمير

## روابط خارجية
- الموقع الرسمي
- الموقع الرسمي لألعاب القوى